# Gambusia longispinis
Gambusia longispinis is een zoetwatervis, verwant aan het muskietenvisje, uit de familie Poeciliidae en de orde tandkarpers. Het is inheems in Mexico in een geïsoleerde vallei rond het plaatsje Cuatro Ciénegas in de provincie Coahuila de Zaragoza. In deze vallei komen meer endemische organismen voor en bevindt zich nu een biosfeerreservaat.
Gambusia longispinis wordt niet groter dan 5,0 cm. De soort staat als kwetsbaar op de internationale rode lijst.